# Подзамчок
Подзамчок (слч. Podzámčok) насељено је мјесто са административним статусом сеоске општине (слч. obec) у округу Звољен, у Банскобистричком крају, Словачка Република.

## Становништво
| Година:    | 1994. | 2004.   | 2014.    | 2024.   |
| ---------- | ----- | ------- | -------- | ------- |
| Број људи: | 337   | 336     | 512      | 555     |
| Разлика:   |       | -0,29 % | +52,38 % | +8,39 % |

| Година:    | 2023. | 2024.   |
| ---------- | ----- | ------- |
| Број људи: | 554   | 555     |
| Разлика:   |       | +0,18 % |

Према подацима о броју становника из 2011. године насеље је имало 471 становника.